# Petro Krupko
Petro Mykołajowycz Krupko, ukr. Петро Миколайович Крупко (ur. 5 marca 1958 w Bondari w obwodzie czernihowskim) – ukraiński polityk, prawnik i urzędnik państwowy, w 2005 i w latach 2007–2010 minister.

## Życiorys
Absolwent Uniwersytetu Kijowskiego. Od lat 90. zatrudniony w administracji rządowej. Był m.in. dyrektorem departamentu prawnego w gabinecie ministrów, zastępcą sekretarza rządu i zastępcą sekretarza stanu w gabinecie ministrów.
W latach 2003–2005 był zastępcą ministra gabinetu ministrów. Od marca do września 2005 pełnił funkcję ministra gabinetu ministrów. Później do 2007 był pierwszym zastępcą ministra sprawiedliwości. W 2007 z listy Bloku Julii Tymoszenko uzyskał mandat posła do Rady Najwyższej. W grudniu 2007 w nowo powołanym rządzie ponownie ministrem gabinetu ministrów. Funkcję tę pełnił do marca 2010.